# Dead Island: Riptide
Dead Island: Riptide — action/RPG, разработала компания Techland и подготовила к релизу — Deep Silver. Игрa вышла 23 апреля 2013 года, на трёх основных игровых платформах: Windows, Xbox 360 и PlayStation 3.
В 2016 году перевыпущена как Dead Island: Riptide Definitive Edition.

## Сюжет
Игра является прямым продолжением Dead Island. Действие игры разворачивается на том же архипелаге, что и прошлая часть, но на другом острове.
Те, кому повезло спастись от эпидемии на острове Баной, полагали, что им удалось избежать опасности. Но они ошибались. Очередной очаг загадочной эпидемии разразился прямо на борту военного корабля. Начался шторм. Так как экипаж корабля был заражён и не мог управлять кораблём, потерявший управление корабль вынесло на мель и буквально насадило на прибрежные скалы. Выжившие после шторма оказались на вымышленном острове Паланай в нескольких милях от соседнего острова Баной. В поисках спасения, абсолютно не ожидая того, что и на этом острове их уже поджидают толпы обезумевших зомби.
Конкретнее, повествование начинается сразу после окончания предыдущей игры. Немногочисленные выжившие на вертолёте прибывают на военный корабль ВМФ Австралии «Мститель», где их окружают люди полковника Харди. Тот требует от выживших сложить оружие, гарантируя в этом случае их безопасность. После выполнения данных требований появляется Серпо и после короткого разговора с ним Харди приказывает своим людям взять выживших в плен. Их уводят, а позже усыпляют и проводят опыты. В ходе этого становится понятно, что Серпо знает об иммунитете выживших к вирусу. Герои берутся за подручное оружие и они готовятся вместе с другими выжившими противостоять зомби, и выжить любой ценой. Путешествуя по острову герои узнают, что единственный способ покинуть остров это катер, находящийся в мёртвом городе.

## Игровой процесс
Процесс игры изменился лишь на четверть по сравнению с прошлой части Dead Island, он представлен в виде шутера с уклоном в ролевую игру, имеющую огромный открытый мир. Главный герой всё так же выживает и путешествует по острову, полному зомби. В помощь игроку придан внушительный арсенал как холодного, так и огнестрельного оружия. Оружие можно улучшать и модифицировать на специальных верстаках, встречающихся по всему острову, с помощью различных материалов. Всё оружие разделено на четыре основные категории — режущее (ножи, мачете и тому подобное), тяжёлое (биты, кувалды, палицы), огнестрельное (пистолеты, дробовики, автоматы), оружие ближнего боя (кастеты и когти) и одну дополнительную — в неё входят мины, гранаты, бомбы и метательные ножи. Игрок может загрузить сохранение своего персонажа из первой части и продолжить с тем же прогрессом. Также появляется новый персонаж — сержант Джон Морган, его умение — это рукопашный бой.

## Издания
Normal edition
Только диск с игрой. В случае предварительного заказа даётся стальной кейс.
Collector’s Edition
Специальное издание с чемоданом, статуэткой, открывалкой для бутылок, деревянным брелоком с ключом для бунгало, раскрываемым игровым контентом и цифровой картой. Данное издание будет продаваться только в Южной и Северной Америке.
Zombie Bait Edition
Эксклюзив для Великобритании. В комплект входят: игра, стальной кейс, раскрываемый контент и 13-дюймовая изуродованная статуэтка, разрисованная вручную.

## Приём
| Сводный рейтинг       | Сводный рейтинг                                     |
| Агрегатор             | Оценка                                              |
| --------------------- | --------------------------------------------------- |
| GameRankings          | PS3: 61,44 % PC: 60,91 % X360: 57,58 % PS4: 61,71 % |
| Русскоязычные издания |                                                     |
| Издание               | Оценка                                              |
| Absolute Games        | 60 %                                                |

### Продажи
Летом 2018 года, благодаря уязвимости в защите Steam Web API, стало известно, что точное количество пользователей сервиса Steam, которые играли в игру хотя бы один раз, составляет 2 299 047 человек, а в Dead Island: Riptide Definitive Edition — 117 625 человек.